# Czuzik
Czuzik (ros. Чузик) – Rzeka w azjatyckiej części Rosji. Przepływa przez rejon parabielski w obwodzie tomskim. Źródła na Równinie Wasiugańskiej. Po połączeniu z Kiongą tworzy rzekę Parabiel.
Długość – 382 km, powierzchnia zlewni – 9000 km², średni przepływ 30,5 m³/s.
Rzeka w swym biegu jest bardzo kręta, niezbyt szeroka i stosunkowo płytka. Bogata w ryby, dostępna dla niewielkich łodzi. Na jej brzegach można spotkać osiedla staroobrzędowców uprawiających ziemię, zajmujących się hodowlą i rybołówstwem. Z wielu dopływów najbardziej znaczącym jest rzeka Kombrosa.
Miejscowości nad rzeką: Lwowka, Szerstobitowo, Kalinińsk, Pudino, Bolszoj Skit, Pawło-Jugino, Osipowo, Goriełyj Jar, Ust-Czuzik.